# 김일대
김일대(金日大, 1922년 11월 24일~2009년 11월 15일)는 조선민주주의인민공화국의 화학자이자 정치인이다. 과학원 함흥분원 부원장 및 남흥청년화학공장 기사장, 교육위원회 위원장 겸 고등교육부장,
조선로동당 중앙위 부장 등을 역임했다.

## 참고 자료
- Suh, Dae-sook (1981). 《Korean Communism 1945–1980: A Reference Guide to the Political System》 1판. University Press of Hawaii. ISBN 0-8248-0740-5.